# 運動錯覚
運動錯覚（、英: motion illusion）は運動知覚の錯覚である。

## 概要
運動錯覚とは運動（英: motion）の錯覚（英: illusion）、つまり運動がその客観的状態と異なるかたちで認識された知覚である。「静止画の図形が動いてみえる」「点で触られた腕に何かが這ったような運動を感じる」「固定された腕が動いたように感じる」などは運動錯覚である。
特に運動視の錯覚である運動錯視（）の研究が進んでいる。一例として滝の錯視、ファイ現象、ベータ運動などが挙げられる。なお、視覚系であることを暗示的前提として扱い、英: motion illusion の邦訳に運動錯視を当てている事例があるので注意が必要である。

## 仮現運動
仮現運動（、英: apparent motion）は錯覚が生んだ実在しない運動である。英: illusory motion とも。
直感的には仮現運動は「動きの幻影」である。様々な刺激（視覚刺激、触覚刺激）から神経系が運動錯覚として見出した、実際には存在しない（あるいは実際と異なる）運動が仮現運動である。「仮現運動の知覚 (apparent motion perception) が運動錯覚である」ともいえる。実際運動と対比される。

## 実際運動
実際運動（、英: real motion）は物理的な物体の実在する運動である。
直感的には単なる「動き」である。ヒトを含む動物は進化の過程において運動知覚を獲得し、これにより実際運動を読み取れるようになった。そして仮現運動もまた知覚するようになった（原因・機序はいまだ未解明）。

## 分類
様々な運動錯覚が発見されている。その機序は未だ解明の途上にあるため、以下の分類は系統だった分類というよりは現象の一覧に近い。

### ベータ運動
ベータ運動（、英: beta movement）は経時的かつ段階的に位置をずらしていった物体像が惹起する物体の仮現運動である。β運動とも表記される。

### ファイ現象

ファイ現象の一種である "Magni-phi"

ファイ現象は配置された複数の物体像のうち1つを一時的に非表示にしこれを隣に伝播することで見えない物体の仮現運動が知覚される運動錯覚である。
ベータ運動と異なり、ファイ現象では仮現運動する物体がハッキリとはみえない。動いているものがボヤケて認識されうまく見えず、「動いている」という印象のみが強く惹起される。あえて理由付けした言語化をするならば「背景と同じ色の物体が、像が置かれた軌道上を高速で動いている（なので一瞬一部の像が隠れている）」という見え方をする。